# Copa Sul
Die Copa Sul ist ein ehemaliger brasilianischer Fußballwettbewerb. Dieser wurde 1999 vom nationalen Verband CBF ins Leben gerufen und fand vom 29. Januar bis 25. April 1999 statt. Zweck war die Ermittlung eines Teilnehmers am Copa Conmebol 1999. Der Sieger des Turniers, Grêmio FBPA, nahm dann jedoch an der Austragung des Copa Mercosur 1999 teil und der zweitplatzierte, der Paraná Clube startete beim Copa Conmebol.
Die zwölf Teilnehmer kamen aus den drei südlichen Bundesstaaten Paraná, Rio Grande do Sul und Santa Catarina mit jeweils vier Teilnehmern. Im Folgejahr wurde der Wettbewerb um Teilnehmer aus Minas Gerais erweitert und nannte sich fortan Copa Sul-Minas.

## Teilnehmer
Die zwölf Teilnehmer waren:
| Bundesstaat       | Klub                | Spielstätte                         |
| ----------------- | ------------------- | ----------------------------------- |
| Paraná            | Atlético Paranaense | Estádio Joaquim Américo Guimarães   |
| Paraná            | Coritiba FC         | Estádio Major Antônio Couto Pereira |
| Paraná            | Grêmio Maringá      | Estádio Regional Willie Davids      |
| Paraná            | Paraná Clube        | Complexo Poliesportivo Pinheirão    |
| Rio Grande do Sul | SER Caxias do Sul   | Estádio Francisco Stédile           |
| Rio Grande do Sul | Grêmio FBPA         | Estádio Olímpico Monumental         |
| Rio Grande do Sul | SC Internacional    | Estádio Beira-Rio                   |
| Rio Grande do Sul | EC Juventude        | Estádio Alfredo Jaconi              |
| Santa Catarina    | Avaí FC             | Estádio da Ressacada                |
| Santa Catarina    | Criciúma EC         | Estádio Heriberto Hülse             |
| Santa Catarina    | Figueirense FC      | Estádio Orlando Scarpelli           |
| Santa Catarina    | Tubarão FC          | Estádio Aníbal Torres Costa         |

## Erste Gruppenphase

### Gruppe A
| Pl. | Verein      | Sp. | S | U | N | Tore    | Diff. | Punkte |
| --- | ----------- | --- | - | - | - | ------- | ----- | ------ |
| 1.  | Coritiba FC | 6   | 5 | 0 | 1 | 017:700 | +10   | 15     |
| 2.  | Grêmio FBPA | 6   | 4 | 0 | 2 | 010:700 | +3    | 12     |
| 3.  | Criciúma EC | 6   | 2 | 0 | 4 | 007:140 | −7    | 06     |
| 4.  | Tubarão FC  | 6   | 1 | 0 | 5 | 005:110 | −6    | 03     |

| 1. Spieltag (29. Januar)  |     |             |
| Grêmio FBPA               | 1:0 | Tubarão FC  |
| 1. Spieltag (30. Januar)  |     |             |
| Criciúma EC               | 1:5 | Coritiba FC |
| 2. Spieltag (3. Februar)  |     |             |
| Coritiba FC               | 2:1 | Grêmio FBPA |
| 2. Spieltag (4. Februar)  |     |             |
| Tubarão FC                | 3:0 | Criciúma EC |
| 3. Spieltag (8. Februar)  |     |             |
| Grêmio FBPA               | 2:0 | Criciúma EC |
| 3. Spieltag (8. Februar)  |     |             |
| Coritiba FC               | 3:0 | Tubarão FC  |
| 4. Spieltag (11. Februar) |     |             |
| Criciúma EC               | 3:1 | Grêmio FBPA |
| 4. Spieltag (11. Februar) |     |             |
| Tubarão FC                | 1:3 | Coritiba FC |
| 5. Spieltag (23. Februar) |     |             |
| Grêmio FBPA               | 3:2 | Coritiba FC |
| 5. Spieltag (23. Februar) |     |             |
| Criciúma EC               | 2:1 | Tubarão FC  |
| 6. Spieltag (24. Februar) |     |             |
| Tubarão FC                | 0:2 | Grêmio FBPA |
| 6. Spieltag (24. Februar) |     |             |
| Coritiba FC               | 2:1 | Criciúma EC |

### Gruppe B
| Pl. | Verein            | Sp. | S | U | N | Tore    | Diff. | Punkte |
| --- | ----------------- | --- | - | - | - | ------- | ----- | ------ |
| 1.  | SC Internacional  | 6   | 4 | 0 | 2 | 011:600 | +5    | 12     |
| 2.  | Paraná Clube      | 6   | 3 | 1 | 2 | 011:110 | ±0    | 10     |
| 3.  | SER Caxias do Sul | 6   | 2 | 2 | 2 | 010:800 | +2    | 08     |
| 4.  | Figueirense FC    | 6   | 1 | 1 | 4 | 006:130 | −7    | 04     |

| 1. Spieltag (1. Februar)  |     |                   |
| SER Caxias do Sul         | 1:1 | Paraná Clube      |
| 1. Spieltag (1. Februar)  |     |                   |
| Figueirense FC            | 0:2 | SC Internacional  |
| 2. Spieltag (4. Februar)  |     |                   |
| SC Internacional          | 0:2 | SER Caxias do Sul |
| 2. Spieltag (4. Februar)  |     |                   |
| Paraná Clube              | 3:2 | Figueirense FC    |
| 3. Spieltag (8. Februar)  |     |                   |
| Paraná Clube              | 4:3 | SC Internacional  |
| 3. Spieltag (8. Februar)  |     |                   |
| Figueirense FC            | 1:1 | SER Caxias do Sul |
| 4. Spieltag (11. Februar) |     |                   |
| SC Internacional          | 1:0 | Paraná Clube      |
| 4. Spieltag (11. Februar) |     |                   |
| SER Caxias do Sul         | 4:1 | Figueirense FC    |
| 5. Spieltag (18. Februar) |     |                   |
| SER Caxias do Sul         | 0:2 | SC Internacional  |
| 5. Spieltag (21. Februar) |     |                   |
| Figueirense FC            | 2:0 | Paraná Clube      |
| 6. Spieltag (23. Februar) |     |                   |
| SC Internacional          | 3:0 | Figueirense FC    |
| 6. Spieltag (24. Februar) |     |                   |
| Paraná Clube              | 3:2 | SER Caxias do Sul |

### Gruppe C
| Pl. | Verein              | Sp. | S | U | N | Tore    | Diff. | Punkte |
| --- | ------------------- | --- | - | - | - | ------- | ----- | ------ |
| 1.  | Atlético Paranaense | 6   | 4 | 0 | 2 | 009:400 | +5    | 12     |
| 2.  | EC Juventude        | 6   | 4 | 0 | 2 | 009:700 | +2    | 12     |
| 3.  | Avaí FC             | 6   | 3 | 1 | 2 | 010:600 | +4    | 10     |
| 4.  | Grêmio Maringá      | 6   | 0 | 1 | 5 | 002:130 | −11   | 01     |

| 1. Spieltag (31. Januar)  |     |                     |
| Grêmio Maringá            | 0:3 | EC Juventude        |
| 1. Spieltag (1. Februar)  |     |                     |
| Atlético Paranaense       | 2:1 | Avaí FC             |
| 2. Spieltag (4. Februar)  |     |                     |
| EC Juventude              | 1:0 | Atlético Paranaense |
| 2. Spieltag (4. Februar)  |     |                     |
| Avaí FC                   | 2:0 | Grêmio Maringá      |
| 3. Spieltag (8. Februar)  |     |                     |
| EC Juventude              | 3:0 | Avaí FC             |
| 3. Spieltag (8. Februar)  |     |                     |
| Grêmio Maringá            | 0:2 | Atlético Paranaense |
| 4. Spieltag (11. Februar) |     |                     |
| Avaí FC                   | 4:1 | EC Juventude        |
| 4. Spieltag (11. Februar) |     |                     |
| Atlético Paranaense       | 3:0 | Grêmio Maringá      |
| 5. Spieltag (13. Februar) |     |                     |
| Atlético Paranaense       | 2:0 | EC Juventude        |
| 5. Spieltag (18. Februar) |     |                     |
| Grêmio Maringá            | 1:1 | Avaí FC             |
| 6. Spieltag (24. Februar) |     |                     |
| EC Juventude              | 2:1 | Grêmio Maringá      |
| 6. Spieltag (24. Februar) |     |                     |
| Avaí FC                   | 2:0 | Atlético Paranaense |

## Zweite Gruppenphase

### Gruppe 1
| Pl. | Verein              | Sp. | S | U | N | Tore    | Diff. | Punkte |
| --- | ------------------- | --- | - | - | - | ------- | ----- | ------ |
| 1.  | Paraná Clube        | 4   | 2 | 2 | 0 | 007:400 | +3    | 08     |
| 2.  | Atlético Paranaense | 4   | 2 | 1 | 1 | 007:300 | +4    | 07     |
| 3.  | Coritiba FC         | 4   | 0 | 1 | 3 | 004:110 | −7    | 01     |

| 27. Februar         |     |                     |
| Paraná Clube        | 1:1 | Atlético Paranaense |
| 7. März             |     |                     |
| Coritiba FC         | 1:1 | Paraná Clube        |
| 14. März            |     |                     |
| Atlético Paranaense | 3:0 | Coritiba FC         |
| 21. März            |     |                     |
| Coritiba FC         | 1:3 | Atlético Paranaense |
| 28. März            |     |                     |
| Atlético Paranaense | 0:1 | Paraná Clube        |
| 4. April            |     |                     |
| Paraná Clube        | 4:2 | Coritiba FC         |

### Gruppe 2
| Pl. | Verein           | Sp. | S | U | N | Tore    | Diff. | Punkte |
| --- | ---------------- | --- | - | - | - | ------- | ----- | ------ |
| 1.  | Grêmio FBPA      | 4   | 1 | 2 | 1 | 007:600 | +1    | 05     |
| 2.  | SC Internacional | 4   | 1 | 2 | 1 | 005:500 | ±0    | 05     |
| 3.  | EC Juventude     | 3   | 0 | 1 | 2 | 007:800 | −1    | 01     |

| 7. März          |     |                  |
| Grêmio FBPA      | 4:1 | EC Juventude     |
| 14. März         |     |                  |
| EC Juventude     | 3:1 | SC Internacional |
| 17. März         |     |                  |
| Grêmio FBPA      | 1:1 | SC Internacional |
| 21. März         |     |                  |
| EC Juventude     | 2:2 | Grêmio FBPA      |
| 24. März         |     |                  |
| SC Internacional | 1:1 | EC Juventude     |
| 28. März         |     |                  |
| SC Internacional | 2:0 | Grêmio FBPA      |

## Finale

### Hinspiel
| Grêmio FBPA                                                  | Grêmio FBPA | Paraná Clube | Paraná Clube |
| ------------------------------------------------------------ | --- | --- | ------------ |
| Grêmio FBPA                                                  | \| 13. April 1999 in Porto Alegre (Estádio Olímpico Monumental) \| \| Ergebnis: 2:1 \| \| Zuschauer: 14.125 \| \| Schiedsrichter: Renildo Nunes ( Santa Catarina) \|                                                                | \| 13. April 1999 in Porto Alegre (Estádio Olímpico Monumental) \| \| Ergebnis: 2:1 \| \| Zuschauer: 14.125 \| \| Schiedsrichter: Renildo Nunes ( Santa Catarina) \|          | Paraná Clube |
| Grêmio FBPA                                                  | 1 Danrlei – 2 Zé Carlos, 3 Ronaldo, 4 Rafael Scheidt, 6 Roger – 5 Capitão , 8 Fabinho – 10 Palhinha 65., 11 Arílson 90+3. – 7 Macedo, 9 Agnaldo 81. Reserve 16 Gavião 65., 17 Zé Alcino 81., 15 Djair 90+3. Cheftrainer: Celso Roth | Régis – Wilson, Adilson, Ney Santos, Ageu – Reginaldo, Hélcio , Fernando Miguel, Lúcio Flávio – Valdeir, Marlon Reserve Everaldo , Dias , Deivison Cheftrainer: Márcio Araújo | Paraná Clube |
| Grêmio FBPA                                                  | 1:1 36′ Agnaldo 2:1 39′ Macedo | 0:1 27′ Lúcio Flávio | Paraná Clube |
| Grêmio FBPA                                                  | Capitão, Fabinho, Scheidt, Zé Carlos | Diniz, Reginaldo, Valdeir, Deivison | Paraná Clube |
| Grêmio FBPA                                                  | Capitão (59.) | | Paraná Clube |
| Grêmio FBPA                                                  | Wilson (89.) | | Paraná Clube |
| 13. April 1999 in Porto Alegre (Estádio Olímpico Monumental) | | |              |
| Ergebnis: 2:1                                                | | |              |
| Zuschauer: 14.125                                            | | |              |
| Schiedsrichter: Renildo Nunes ( Santa Catarina)              | | |              |

### Rückspiel
| Paraná Clube                                                     | Paraná Clube | Grêmio FBPA | Grêmio FBPA |
| ---------------------------------------------------------------- | --- | --- | ----------- |
| Paraná Clube                                                     | \| 18. April 1999 in Curitiba (Estádio Major Antônio Couto Pereira) \| \| Ergebnis: 2:0 \| \| Zuschauer: 23.958 \| \| Schiedsrichter: Osvaldo Meira Júnior ( Santa Catarina) \| | \| 18. April 1999 in Curitiba (Estádio Major Antônio Couto Pereira) \| \| Ergebnis: 2:0 \| \| Zuschauer: 23.958 \| \| Schiedsrichter: Osvaldo Meira Júnior ( Santa Catarina) \|                                                   | Grêmio FBPA |
| Paraná Clube                                                     | Régis – Reginaldo, Adilson, Ney Santos, Fernando Miguel – Hélcio, Emerson, Everaldo, Lúcio Flávio – Fernando Diniz, Dias Cheftrainer: Márcio Araújo                             | 1 Danrlei – 2 Zé Carlos 66., 3 Ronaldo, 4 Rafael Scheidt, 6 Roger – 5 Fabinho, 8 Goiano – 10 Palhinha, 11 Arílson 77. – 7 Macedo, 9 Agnaldo 80. Reserve 16 Itaqui 66., 17 Zé Alcino 77., 18 Zé Afonso 80. Cheftrainer: Celso Roth | Grêmio FBPA |
| Paraná Clube                                                     | 1:0 11′ (Eigentor) Ronaldo 2:0 72′ Dias | | Grêmio FBPA |
| Paraná Clube                                                     | Dias, Diniz, Reginaldo | Arílson, Fabinho, Roger | Grêmio FBPA |
| 18. April 1999 in Curitiba (Estádio Major Antônio Couto Pereira) | | |             |
| Ergebnis: 2:0                                                    | | |             |
| Zuschauer: 23.958                                                | | |             |
| Schiedsrichter: Osvaldo Meira Júnior ( Santa Catarina)           | | |             |

### Entscheidungsspiel
| Paraná Clube                                                          | Paraná Clube | Grêmio FBPA | Grêmio FBPA |
| --------------------------------------------------------------------- | --- | --- | ----------- |
| Paraná Clube                                                          | \| 25. April 1999 in Curitiba (Complexo Poliesportivo Pinheirão) \| \| Ergebnis: 0:1 \| \| Schiedsrichter: Cláudio Rodrigues Vinícius Cerdeira ( Rio de Janeiro) \|                      | \| 25. April 1999 in Curitiba (Complexo Poliesportivo Pinheirão) \| \| Ergebnis: 0:1 \| \| Schiedsrichter: Cláudio Rodrigues Vinícius Cerdeira ( Rio de Janeiro) \|                                                                   | Grêmio FBPA |
| Paraná Clube                                                          | Régis – Reginaldo, Adilson, Ney Santos, Fernando Miguel – Hélcio, Emerson , Everaldo , Lúcio Flávio – Fernando Diniz, Dias Reserve Marlon , Wilson , Deivison Cheftrainer: Márcio Araújo | 1 Danrlei – 2 Zé Carlos, 3 Ronaldo, 4 Rafael Scheidt, 6 Roger – 5 Capitão, 8 Goiano – 10 Fabinho, Itaqui 86. – 7 Macedo, 9 Zé Alcino 74. Reserve 12 Sílvio, 14 Éder Gaúcho, 17 Ronaldinho 74., 15 Gavião 86., Cheftrainer: Celso Roth | Grêmio FBPA |
| Paraná Clube                                                          | 0:1 11′ Ronaldo | | Grêmio FBPA |
| Paraná Clube                                                          | Dias, Diniz, Fernando Miguel, Marlon | Capitão, Roger, Ronaldo, Scheidt, Zé Alcino | Grêmio FBPA |
| 25. April 1999 in Curitiba (Complexo Poliesportivo Pinheirão)         | | |             |
| Ergebnis: 0:1                                                         | | |             |
| Schiedsrichter: Cláudio Rodrigues Vinícius Cerdeira ( Rio de Janeiro) | | |             |

## Torschützenliste
| Pl. | Nat.        | Spieler      | Klub             | Tore |
| --- | ----------- | ------------ | ---------------- | ---- |
| 1   | Brasilianer | Christian    | SC Internacional | 8    |
| 2   | Brasilianer | Macedo       | Grêmio FBPA      | 7    |
| 3   | Brasilianer | Basílio      | Coritiba FC      | 5    |
|     | Brasilianer | Darci        | Coritiba FC      | 5    |
|     | Brasilianer | Maurílio     | EC Juventude     | 5    |
|     | Brasilianer | Lúcio Flávio | Paraná Clube     | 5    |
|     | Brasilianer | Reginaldo    | Paraná Clube     | 5    |